# Норт Даунс
Норт Даунс (на английски: North Downs) е възвишение в югоизточната част на Англия, явяващо се южна „ограда“ на Лондонския басейн. Представлява асиметричен куестов рид, простиращ се от запад (долината на река Итчен) на изток (протока Па дьо Кале) на протежение около 120 km и ширина до 15 km. Максимална височина връх Ботли Хил (270 m), издигащ се в централната му част, южно от Лондон. На запад се свързва с възвишението Саут Даунс. Изградено е от варовици и е разделено от напречните долини на реките Уей, Мол, Мидуей и др. на отделни хълмисти масиви. Северните му склонове, обърнати към долината на река Темза са полегати, а южните представлят типичен куестов откос, спускащ се стръмно към хълмистото понижение Уилд, разположено между Норт Даунс и Саут Даунс. Заето е основно от ливади и пасища, а на места частично са се съхранили малки букови гори.